# Dwangvoeding
Dwangvoeding of gedwongen voeding is het voeden van een mens of het voederen van een dier tegen zijn wil.
Als een hongerstaking lang aanhoudt, wordt ze levensbedreigend. Dan stelt zich het ethische probleem of de autoriteiten gerechtigd zijn de hongerstaker in leven te houden door het gedwongen toedienen van voedingsstoffen. Iets minder controversieel is het voeden van mensen die als gevolg van een psychiatrische aandoening stoppen met eten.
Het oudste wijd bekende voorbeeld van een hongerstaking die met dwangvoeding werd gebroken, is die van de Engelse suffragettes in de periode 1909-1914. Het Verenigd Koninkrijk beëindigde zijn lange traditie van dwangvoeding, met name onder meer tegenover activisten in de Ierse onafhankelijkheidsstrijd, op 17 juli 1974 in de nasleep van de dood van Michael Gaughan. Ook nu (2016) worden nog hongerstakers tegen hun zin gevoed in het gevangenenkamp Guantanamo Bay.
De World Medical Association heeft in zijn Verklaring van Tokio (over de rol van artsen bij het mishandelen van gevangenen) het gedwongen voeden van gevangenen veroordeeld.
In december 2006 beval het Joegoslaviëtribunaal de gedwongen voeding van beklaagde Vojislav Šešelj.
Sommige diersoorten, met name vooral eenden of ganzen, worden gedwongen overmatig gevoerd voor een verhoogde vleesproductie, zie onder meer ganzenlever.